# الوادور (اورگان)
الوادور، اورگان (به انگلیسی: Alvadore, Oregon) یک منطقهٔ مسکونی در ایالات متحده آمریکا است که در اورگن واقع شده‌است.